# Give a Little More
«Give a Little More» es una canción de la banda estadounidense Maroon 5. Fue lanzada el 17 de agosto de 2010 por Octone Records a través de Descargas Digitales. La canción es el segundo sencillo de su tercer álbum de estudio, Hands All Over.

## Video musical
El video musical está dirigido por Paul Hunter. Fue lanzado el 9 de septiembre de 2010. Las tomas usadas don estilo granos de películas con una intro y outro en cuenta regresiva, y se compone de rápidos primeros planos a Levine cantando, junto a escenas de la banda tocando en una antigua casa, con todos bailando al ritmo de la música. La canción fue lanzada en las estaciones de radio el 12 de octubre de 2010.

## Posicionamiento
| Listas (2010)          | Posición más alta |
| ---------------------- | ----------------- |
| U.S. Billboard Hot 100 | 86                |
| Canadian Hot 100       | 91                |

Corea del Sur posición máxima:1

## Lanzamiento
| País           | Fecha                | Formato             |
| -------------- | -------------------- | ------------------- |
| Estados Unidos | 17 de agosto de 2010 | Descargas digitales |
| Canadá         | 17 de agosto de 2010 | Descargas digitales |